# Kalliphobe appendiculata
Kalliphobe appendiculata is een zeeanemonensoort. De wetenschappelijke naam van de soort is voor het eerst geldig gepubliceerd in 1851 door Busch.